# وایاست
وایاست (انگلیسی: Viasat) شرکت مخابرات آمریکایی است، که در سال ۱۹۸۶ تأسیس شد.